# Towers of Midnight
Towers of Midnight är den trettonde boken i serien Sagan om Drakens återkomst och utkom år 2010. Boken ges ut av Tor Books i USA och av Orbit Books i Storbritannien. Seriens ursprunglige författare var den i september år 2007 avlidne Robert Jordan. Efter dennes död kommer serien istället att slutföras av Brandon Sanderson. Towers of Midnight kommer, precis som den föregående boken The Gathering Storm, ej att översättas till svenska.
Från början var det inte tänkt att serien skulle vara så lång som fjorton böcker, men allteftersom växte materialet och Jordan fick revidera sina ursprungliga antaganden. Slutligen bestämde han sig för att serien skulle omfatta tolv böcker och att den sista skulle heta A Memory of Light, men när Sanderson tog över visade det sig att boken skulle bli ohanterligt tjock, varför beslutet togs att dela upp den sista i tre separata böcker. Således kan, beroende på hur numreringen utförs, antalet böcker i serien anges till tolv såväl som till fjorton.

## Utgåvor (i urval)
- Sanderson, Brandon: Towers of Midnight, Tor Books, 2010 (inbunden)  (engelska), ISBN 978-0-7653-2594-5.
- Sanderson, Brandon: Towers of Midnight, Orbit Books, 2010 (inbunden)  (engelska), ISBN 978-1-84149-867-6.